# Erateina reginalda
Erateina reginalda là một loài bướm đêm trong họ Geometridae.